# Mennonieten in Argentinië
In Argentinië leeft een kleine groep mennonieten. De groep bestaat uit circa 1.580 personen en is oorspronkelijk afkomstig uit Rusland (Russische baptisten). De mennonitische gemeenschap staat bekend om haar strenge geloofsregels. De gezinnen zijn groot, trouwen buiten de eigen gemeenschap wordt niet geaccepteerd. Zo dragen vrouwen over het algemeen geen broeken, hebben lang haar en dragen hoofdbedekking in de vorm van een hoed. De taal van de mennonieten is het Plautdietsch. 
De mennonieten in Argentinië leven in drie kolonies:
- Altkolonier Mennonitengemeinde, Colonia del Norte. 350 inwoners.
- Altkolonier Mennonitengemeinde, Colonia Pampa de los Guanacos. 630 inwoners.
- Altkolonier Mennonitengemeinde, Nueva Esperanza. 600 inwoners

## Vergelijkbare groeperingen
- Mennonieten in Belize
- Mennonieten in Bolivia
- Mennonieten in Mexico
- Mennonieten in Paraguay
- Mennonieten in Uruguay
- Hutterieten
- Rusland-Duitse Baptisten
- Old Order Amish
- Old German Baptist Brethren
- Old Order Mennonieten
- Conservatieve Mennonieten